# Vučitrnský masakr

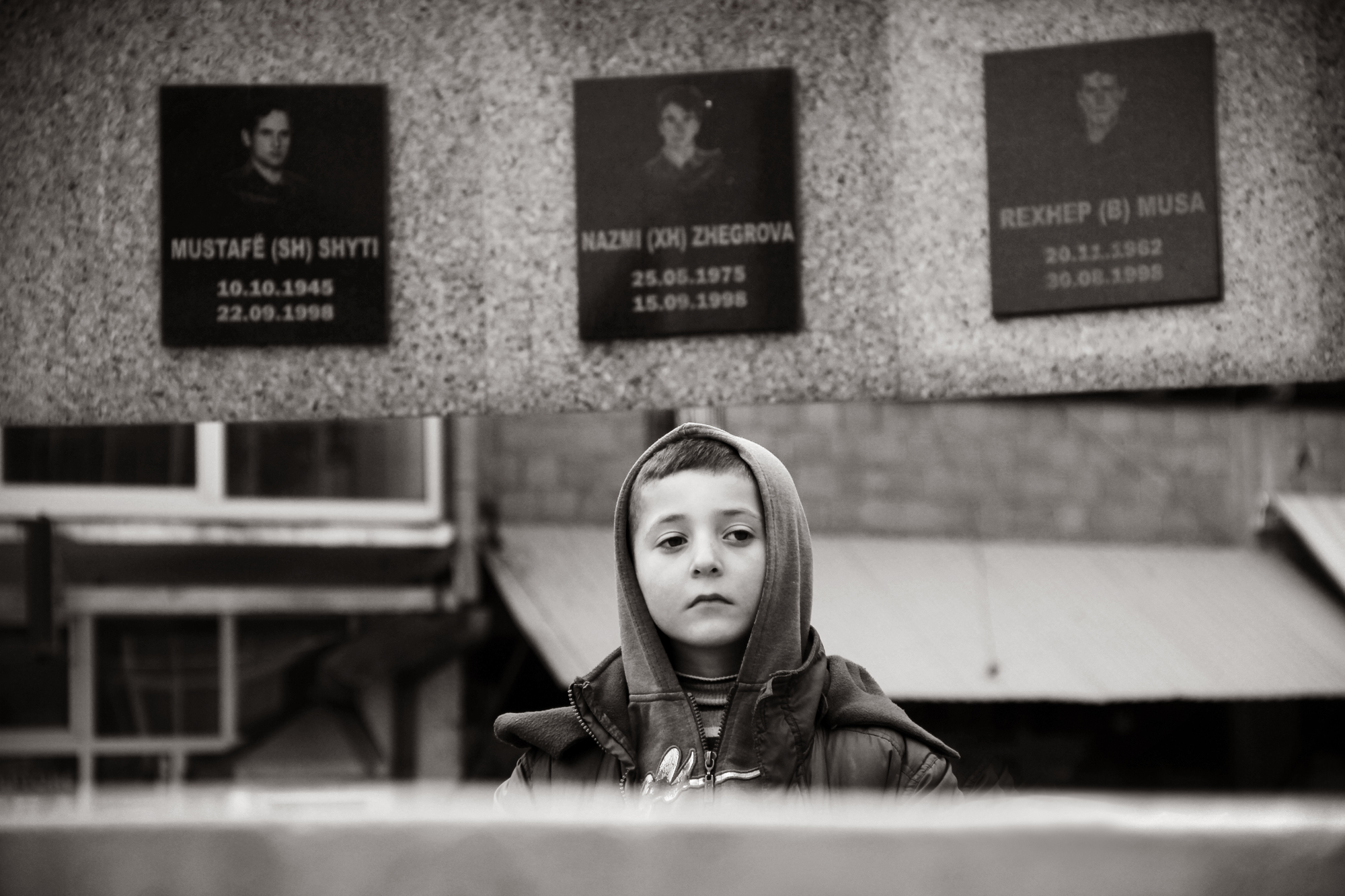
Památník obětem

Vučitrnský masakr byl válečný zločin, který se odehrál 2. května 1999 během války v Kosovu. Bylo při něm zabito nejméně 100 kosovských Albánců poblíž města Vučitrn. Kolona, ve které bylo asi 1 000 uprchlíků, jela v konvoji asi 100 traktorů, když prchala před boji Kosovské osvobozenecké armády (UÇK) a srbskými jednotkami na východě Vučitrna. Srbské policie a srbské polovojenské síly dohnali konvoj, který cestoval na jih, 2. a 3. května mezi městy Gornja Sudimlja a Donja Sudimlja u Vučitrna, policie a polovojenské jednotky zabili odhadem sto mužů.
Romeu Ventura, vyšetřovatel u Mezinárodního trestního tribunálu pro bývalou Jugoslávii, uvedl, že bylo dne 2. května zavražděno srbskými silami asi 120 civilistů, kteří byli pohřbeni o dva dny později v masovém hrobě pět mil východně od Vučitrna. 
Po válce objevily forenzní týmy devadesát osm těl u vesnic Gornja Sudimlja a Donja Sudimlja.
U soudu v roce 2011 byl obviněn generál srbské policie Vlastimir Djordjević. Obžaloba tvrdila, že někteří ze 105 kosovských Albánců byli zabiti při masakru u obce Sudimlje dne 2. května 1999. Vlastimir Djordjević byl odsouzen k 27 letům vězení.